# نادي يونيون سبورتيف جيندراماري
نادي يونيون سبورتيف جيندراماري هو نادي كرة قدم من النيجر ويلعب في دوري النيجر الممتاز.